# Église de la Nativité-du-Christ-sur-le-Cimetière de Veliki Novgorod
L'église de la Nativité-du-Christ-sur-le-cimetière ou église de la Nativité-du-Christ-sur-le-champ-rouge (au cimetière) (en russe : церковь Рождества Христова на Красном поле (на Кладбище)) est un édifice religieux de Veliki Novgorod de la fin du XIVe siècle, situé à Okolny Gorod, au cimetière de la Nativité du Christ, à l'est de la ville, près de la rue du ruisseau Fiodorovski.
L'église a été construite en 1381-1382. Elle présente encore un ensemble de belles fresques créées par des artistes invités à Novgorod. Ces fresques présentent une proximité de style avec celles de l'école moravienne en Serbie. Actuellement, l'église est utilisée comme musée.

## Histoire
Les dates de construction de l'église sont renseignées par la "Troisième" et la "Quatrième chronique de Novgorod". Mais il existait une première église de la Nativité construite avant l'actuelle. Selon la Première chronique de Novgorod, sa construction date de l'an 1266. Le lieu exact de sa construction ni les matériaux utilisés (bois ou pierres) ne sont cependant pas renseignés avec précision. Pour les années 1230 et 1255, il est fait mention de l'église du fait qu'une fosse commune a été creusée à côté d'elle qui est utilisée durant ces années pour les gens morts de la famine. Dans le "Registre des décédés" sont transcrits depuis l'origine de l'église jusqu'au XVIIIe siècle les noms des novgorodiens chargés semble-t-il des constructions et des réparations depuis l'origine de l'église jusqu'au XVIIIe siècle. Le premier fondateur de la première église qui est renseigné est le grand prince Dmitri Donskoï.

## Architecture
L'église de la Nativité est un exemple d'édifice de petite dimension et de présentation modeste. C'est une église à croix inscrite possédant les caractéristiques architecturales de celles de Novgorod au XIVe siècle. Son plan est rectangulaire et s'étend de l'Ouest vers l'Est. Du côté ouest, un parvis a été ajouté en 1829 ; du côté est, un autel dans une abside. Les façades étaient surmontées d' arcs trilobés, la couverture du toit étant posée directement sur la voûte. Par la suite; on lui ajouta huit versants droits. Le tambour de la coupole est percé de quatre fenêtres en fente. Sa partie supérieure est garnie de différentes niches décoratives et d'une frise en zigzag formée par des briques. Les façades sont garnies de pilastres plats; réunis par un arc polylobé.
L'intérieur de l'église est faiblement éclairé. La lumière provenant des étroites fenêtres n'atteint que les zones les plus élevées. Ceci crée une atmosphère propice à la prière, la méditation, au détachement du monde visible. Les arcs soutenant les voûtes et la coupole s'appuient sur quatre piliers. Les piliers du côté ouest sont de formes arrondies à leur base. Leur partie supérieure soutient le plancher du chœur en bois. Les murs et les piliers sont reliés entre eux par des solives en bois à l'origine, qui ont été remplacées par des solives en fer par la suite. Des traces subsistent d'une iconostase à trois rangées qui a disparu. L'intérieur de l'église a été transformé, en particulier au XVIIe siècle, quand il fut scindé en deux étages. L'église de la Nativité présente malgré tout un appareil relativement grossier : absence de symétrie, courbure maladroite des angles. Cette petite église de monastère doit rivaliser il est vrai avec de riches et grandes églises de la ville à son époque que sont l'Église de la Transfiguration-du-Sauveur-sur-Iline, l'Église Fiodor-Stratilate-sur-la-rivière et d'autres encore. Ce sont ses fresques superbes dont ses murs sont couverts qui la sauvent.

## Fresques

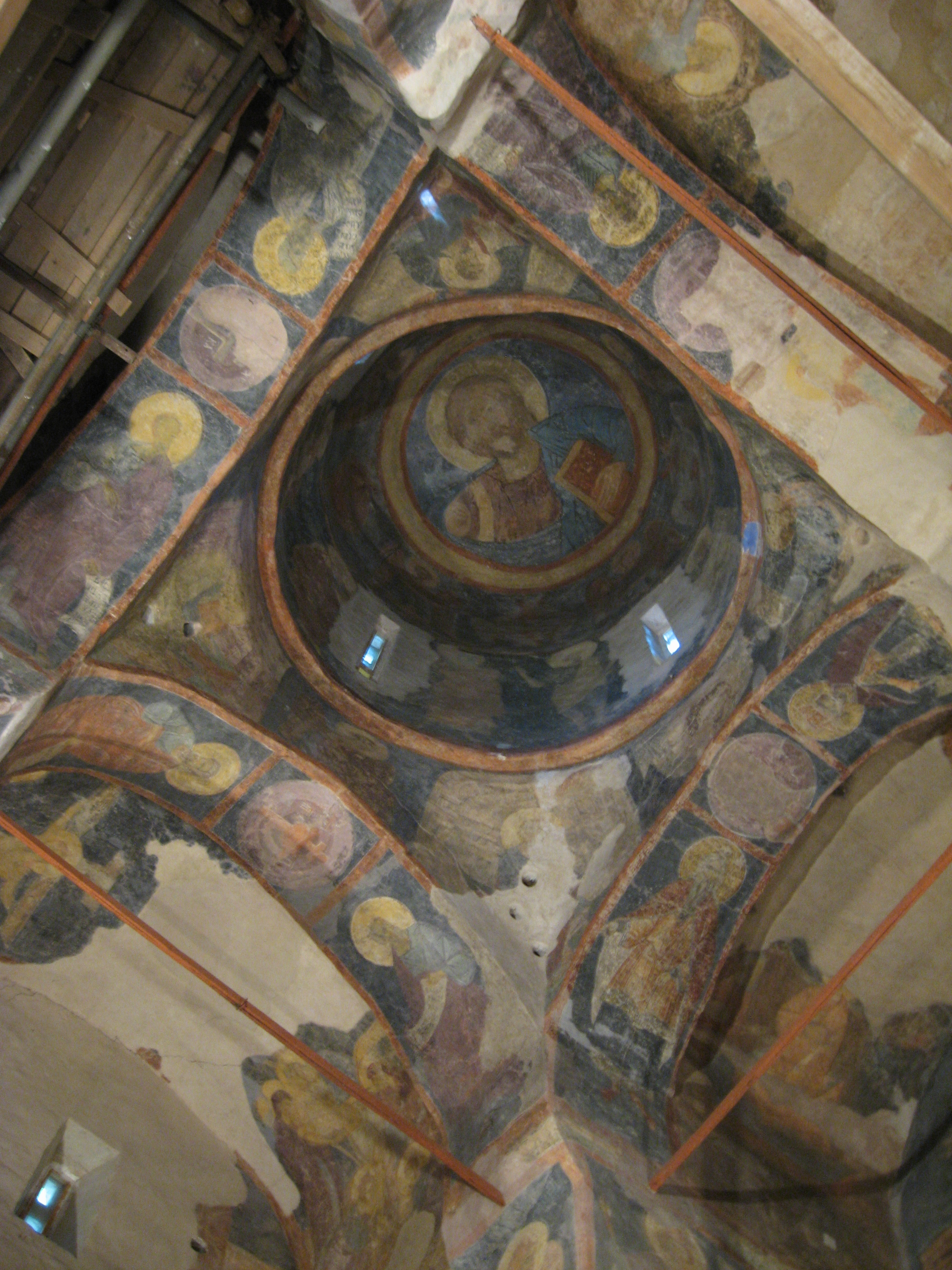
Christ-Pantocrator

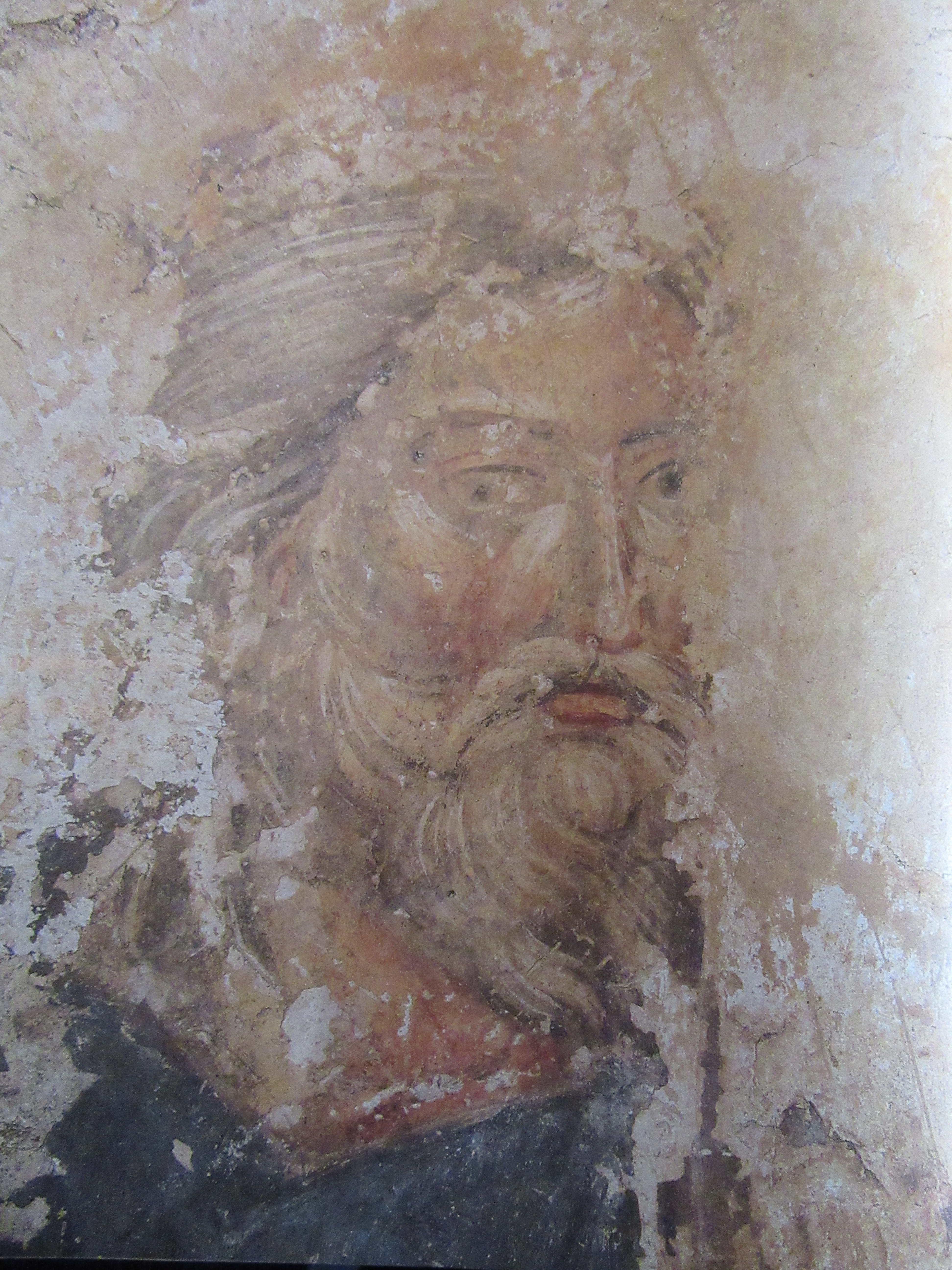
Prophète fin du XIV e s, église de la Nativité-sur-les-champs-rouges à Novgorod

Les dates de réalisation des fresques ne sont pas connues avec précision. Toutefois, étant donné leur proximité stylistique avec d'autres fresques des églises de Novgorod du XIVe siècle, on peut les faire remonter aux années 1390 (église de Kovalev, Église de l'Annonciation de Gorodichtche). L'église a été peinte à fresque quelque temps après sa construction et sous la peinture se trouve une couche de plâtre antérieure et non peinte. Les peintures sont relativement bien conservées. Les fresques ont souffert des incendies et aussi des restaurations effectuées dans l'église. En 1827, elles sont blanchies et certaines recouvertes de peinture à l'huile. Le chercheur réputé d'antiquités de Novgorod, Macaire a décrit les fresques de la coupole et des niches qui n'avaient pas été blanchies dans le jertvennik. Cependant, au début du XXe siècle, les fresques sont entièrement recouvertes de plâtre. Ce n'est qu'en 1912 que le peintre-restaurateur P. I. Ioukine nettoya la composition de la Dormition de la Vierge. L'année qui suit, à l'initiative d'Alexandre Anisimov, la Société de Novgorod des amis des antiquités poursuivit le nettoyage des fresques. Le comte P. S. Ouvarov leur fournit les moyens financiers nécessaires. À la fin des années 1920, N. E. Briagine rédigea un mémoire sur l'état des fresques. Puis leur restauration se poursuivit sous la direction de Youri Olsoufev. Des travaux importants ont encore été réalisés en 1936—1937. En 1945—1946, des fresques ont encore été découvertes sur la voûte ouest de l'église. En même temps, on a constaté qu'un obus d'artillerie non explosé s'était encastré dans la maçonnerie pendant la guerre. Durant les dernières années des travaux ont été poursuivis sous la direction de G. S. Batkhel puis de A. S. Kouznetsov.

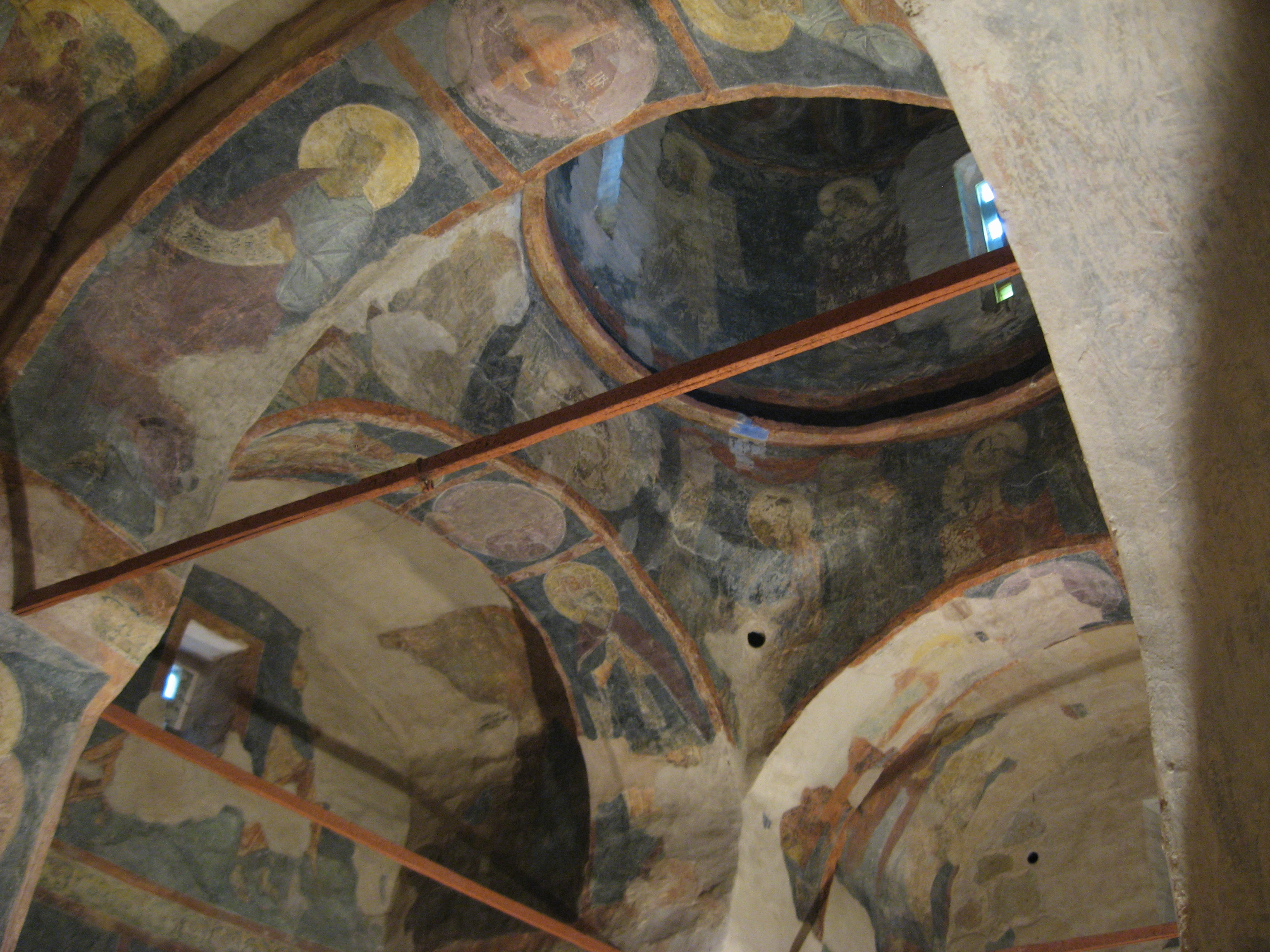
arcade intérieure

### Répartition des fresques sur les murs
Dans la coupole de l'église est représenté le Christ Pantocrator, entouré des puissances célestes et bénissant de la main droite. Cette représentation au sommet de l'intérieur de l'église est une tradition qui est respectée dans d'autres églises de Novgorod. C'était le cas de la Cathédrale Sainte-Sophie avant que les bombardements durant la Grande Guerre patriotique ne provoquent la destruction de cette fresque. Les puissances célestes sont les Archanges, deux chérubins et deux séraphins dont la présence rappelle les ensembles du XIVe siècle de l'Église de la Transfiguration-du-Sauveur-sur-Iline et de l'Église Fiodor-Stratilate-sur-la-rivière. Plus bas, entre les fenêtres du tambour sont représentés huit paires de prophètes : Habacuc et Daniel, Ézéchiel et Jean le Baptiste, Isaïe, Élie et deux inconnus. (Une partie des parchemins déroulés dans les mains des prophètes subsiste). Puis encore Moïse et Aaron, Isaïe et Jonas, Jérémie et Sophonie, Malachie et un prophète dont la figure a disparu. Ces dernières paires sont représentées sur les arcs soutenant la coupole. Sur l'arc qui sépare l'abside, sont représentés le prophète Melchisédech et Zacharie. À l'autel, sur les bords côté est des piliers sont représentés David et Salomon, l'un en face de l'autre. Beaucoup de personnages provenant des évangiles sont représentés sur le pendentif de l'église. Sur les arcs à l'est, entre les figures des évangélistes, figure un Mandylion, le visage du Christ lors de sa passion imprimé sur un linge. Sur les arcs latéraux figurent des anges, et face au Mandylion, l'image du Christ en Jésus-Christ Emmanuel. Au sommet de chacun de ces arcs, au-dessus des têtes des prophètes, des médaillons sont garnis de croix solennelles.

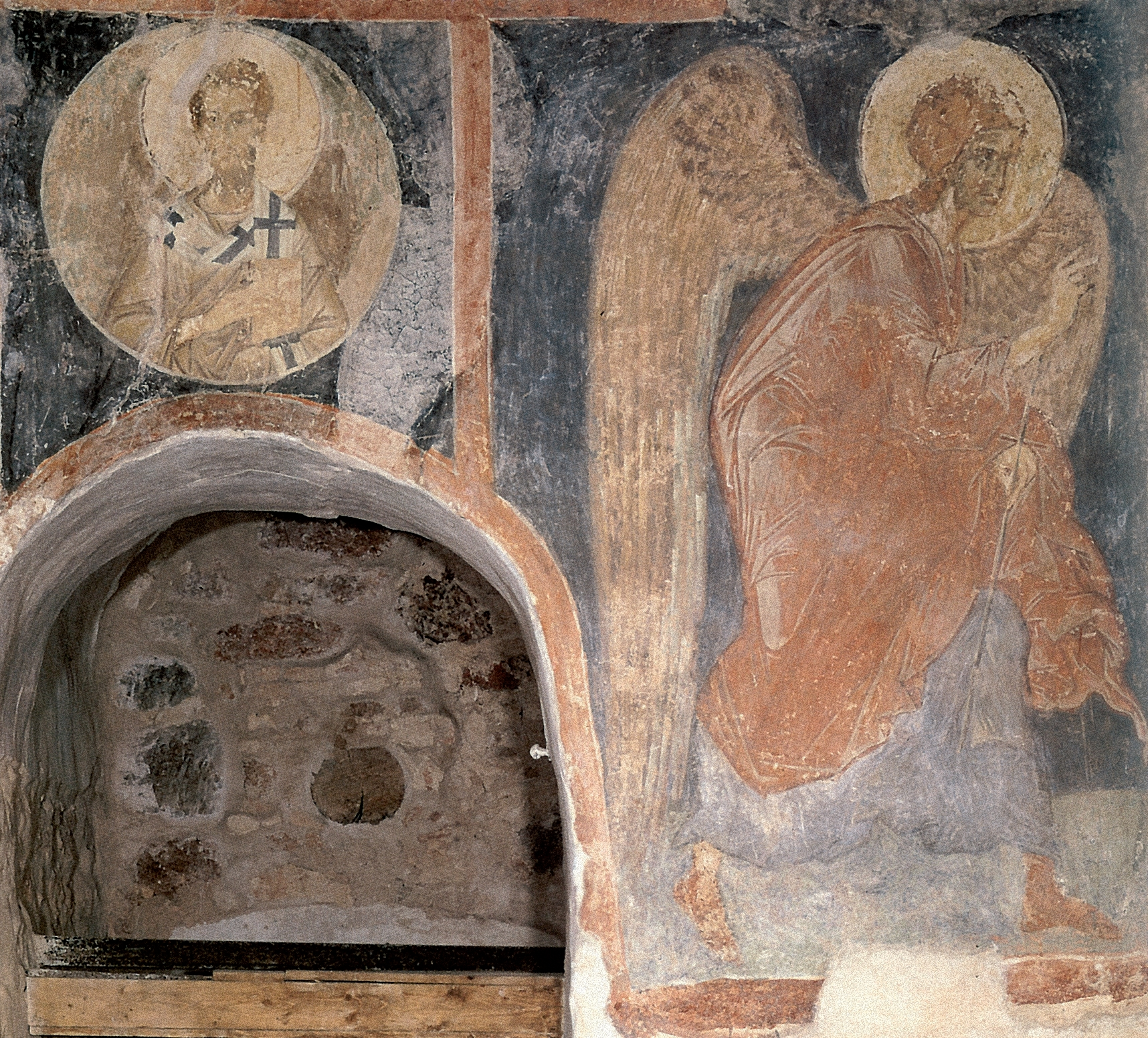
L'Archange Gabriel et Saint Siméon de Jérusalem

Il n'y a pas beaucoup de représentations de saints dans l'église. Autrefois, il existait dans les nefs latérales, sous les plus petits arcs, des médaillons de saints dont il ne subsiste que celui consacré vraisemblablement à Siméon de Clopas du côté nord-est de l'édifice. Du côté opposé, il n'y a pas de figures de saints. Comme de ce côté sud-ouest se trouve à l'intérieur de l'église une petite pièce fermée, son mur orbe est occupé entièrement par une représentation de la Transfiguration, qui est une des grandes fêtes de l'orthodoxie.
Dans cette petite église de la Nativité, seuls quelques-unes des fêtes sont représentées sur les voûtes et les murs. Le cycle commence avec l'Annonciation, comme dans la majorité des églises russes. Elle est représentée sur les piliers est avec la figure de l' archange Gabriel et celle de Marie à côté de l'autel. L'une en face de l'autre sur les murs sud et nord sont représentées deux compositions du début et de la fin des évangiles : la Nativité et la Dormition. Elles ont malheureusement beaucoup souffert au cours des années. De la représentation de la Nativité l'image la mieux conservée est celle de l'ange annonçant la bonne nouvelle aux bergers. Dans celle de la Dormition, le corps de la Vierge a disparu mais par contre les apôtres en deuil qui l'entourent sont très bien conservés. Sur les voûtes sud, ouest et nord, figurent la Présentation de Jésus au Temple et le Baptême du Christ (sous lequel se trouve la représentation de la Transfiguration), Lazare de Béthanie, une Crucifixion et une Descente de croix.
Du côté ouest, sur les voûtes, en face de la Résurrection de Lazare sont représentées deux petites scènes avec Zacharie lors de la naissance de son fils Jean le Baptiste, et le couple en prière composé de Joachim et Anne lors de la naissance de la Vierge. Deux autres scènes évangéliques se trouvent sur les voûtes du côté est, dans la partie où se trouve l'autel : Jésus adolescent discutant avec les prêtres au Temple et la conversation du Christ avec Photine la Samaritaine. Ce sont des sujets liés à la fête de Pâques dans la liturgie orthodoxe.
Sur la voûte de l'abside, on trouve l'image de la Vierge entourée de deux anges. C'est une image de type Orante mais avec l'enfant Jésus sur ses genoux. Une petite composition est située au nord de la partie réservée à l'autel, au Jertvennik. Certaines figures sont bien conservées : celles de Basile de Césarée et de Jean Chrysostome et l'ange-diacre avec Ripidion.
Il reste un sujet religieux dans ces peintures qui est la représentation des saints : sur les murs ouest est représentée la scène de l'apparition de l'ange à Pacôme le Grand, sur les piliers des côtés ouest : Éphrem le Syrien et Sabas le Sanctifié.

### Particularités des fresques

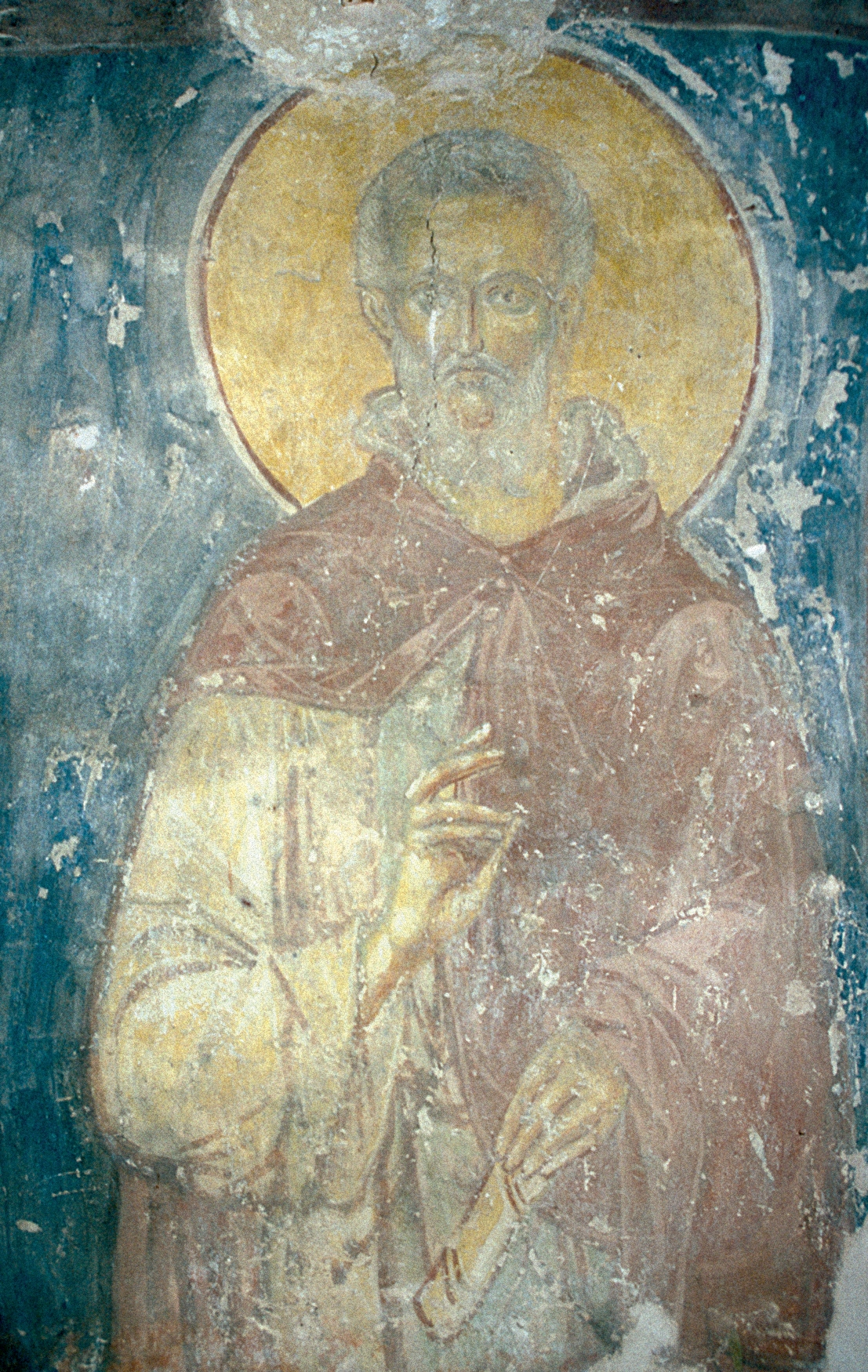
Sabas le Sanctifié.

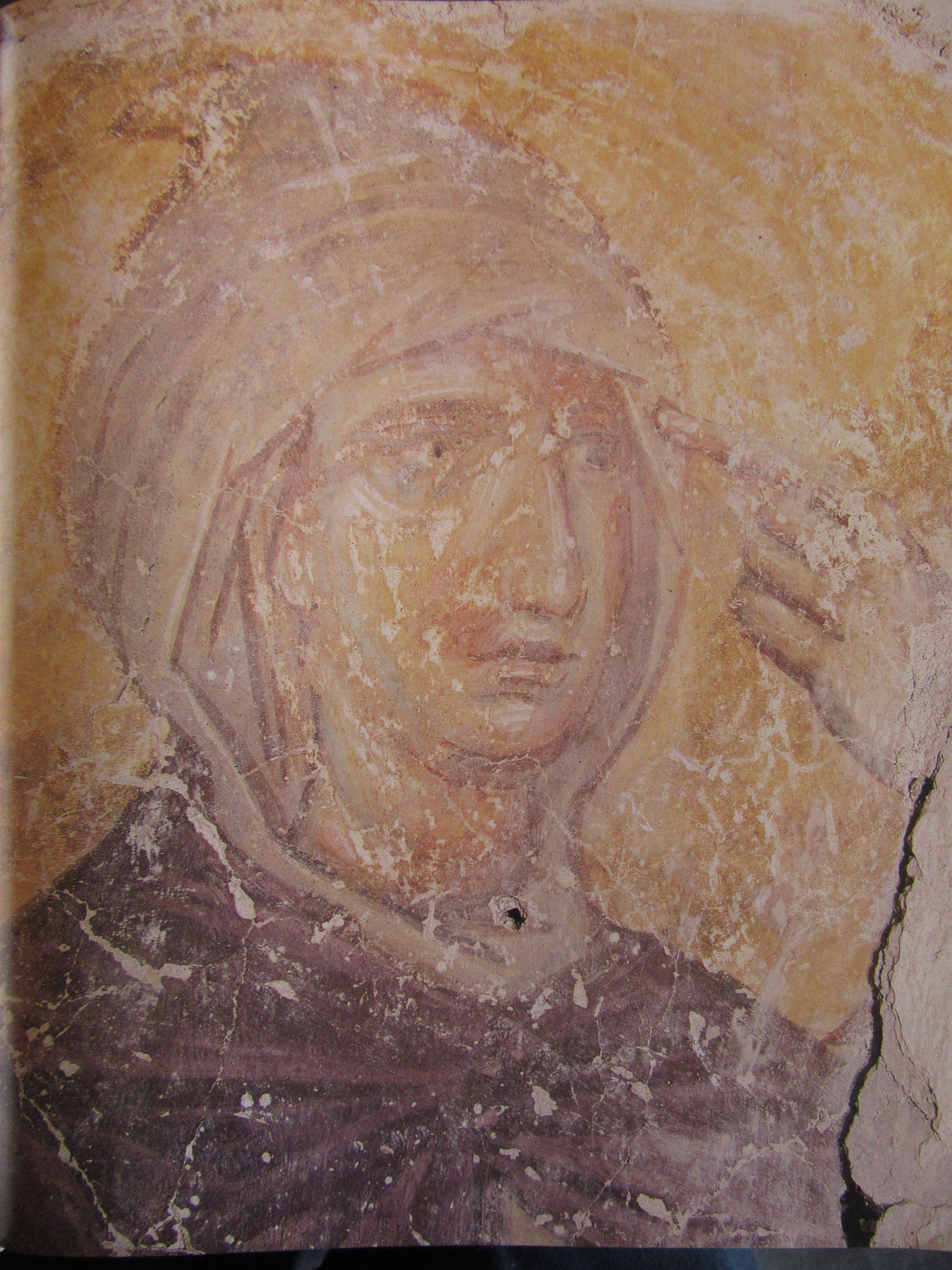
Apparition de l'ange à saint Pacôme XIVe s. église de la Nativité Novgorod

La peinture de l'église de la Nativité a été créée à la période d'épanouissement de la peinture monumentale de Novgorod à la fin du XIVe siècle, début du XVe siècle. C'est à cette époque qu'ont été réalisées la majorité des fresques murales de la région. Ces peintures n'étaient pas vraiment exceptionnelles mais se présentaient plutôt comme des modèles courants et répandus de fresques. Cependant il ne s'agit pas pour autant d'un langage artistique primitif. En dépit de leurs imperfections, les œuvres conservent non seulement une haute qualité mais aussi simplement un caractère étonnamment vivant.
Les fresques de la Nativité sont réalisées sur un plan à grande échelle. Malgré les erreurs et les défauts qui apparaissent dans la composition et les proportions des personnages ces fresques sont vivantes et dégagées des contraintes. Par leurs coloris multiples, leur écriture variée, elles sont proches de celles de l'église du Sauveur-sur-Kovalev. Cependant la coloration des fresques de l'église de la Nativité est plus claire, les reflets sont ici plus colorés. Les images sont pleines de transparence, de souffle d'air pur, les personnages sont d'une grande mobilité. On sent dans cette peinture la nature de l'artiste travaillant librement et artistiquement. Le trait est soigné, fin, proche de la peinture sur doska des icônes. Les figures des personnages deviennent pénétrantes, profondes et proches du monde des sentiments humains : de la douleur et de la joie, du doute et de la sérénité.
Il est probable que des maîtres invités à Novgorod ont pris part à la réalisation, mais aussi des maîtres locaux. Il y avait parmi eux des artistes talentueux qui essayaient d'imiter les maîtres et d'autres qui exécutaient ce que le maître demandait. Les chercheurs sont unanimes à reconnaître la ressemblance des fresques de la Nativité avec celles de Serbie et particulièrement avec celles de l'École moravienne dans l'église du monastère de Ravanica datant de 1387.